# 兰屿九里香
兰屿九里香（学名：Murraya crenulata），又名蘭嶼月橘，为芸香科九里香属下的一个种。

## 扩展阅读
維基物種上的相關：兰屿九里香